# Битка при Вогезите (58 пр.н.е.)
Битката при Вогезите или Битката в Елзас е сражение през 58 пр.н.е. между римската войска под Гай Юлий Цезар и съюзени германски племена под командването на Ариовист, крал на германското племе свеви, по време на Галските войни на Римската република.
Цезар с 6 легиона (ок. 24 000 души) с Публий Лициний Крас, легат на VII легион, побеждава германите (ок. 30 000). Германите се оттеглят обратно през Рейн.